# 有施氏
有施氏，先秦时封国，相传为夏朝时诸侯国。有施氏是夏朝附近一个喜姓小国，约在今山东省蒙阴县吕家庄遗址。
约公元前16世纪，夏朝末年，建都斟寻（今河南登封西北）。夏桀昏庸奢侈，残暴无比，任意攻打弱小部族方国，引起各国不满夏桀的行为。于是夏桀便征调军队进攻有施氏，一举将其击败。有施氏国君被迫献出美女妺喜求和。夏桀遂纳妺喜为妻而罢兵。